# Georgien i olympiska vinterspelen 2014
Georgien deltog med fyra deltagare vid de olympiska vinterspelen 2014 i Sotji. Ingen av landets deltagare erövrade någon medalj.

## Alpin skidåkning
- Iason Abramashvili
- Alex Beniaidze
- Nino Tsiklauri

## Konståkning
- Elene Gedevanishvili